# Tekande
En tekande eller tepotte bruges til tebrygning. Man kan hælde teblade i tekanden og hælde kogende vand på. Man kan også have teen i tefiltre, teposer eller tebreve. For at holde teen varm kan man bruge fyrfadslys, en tehætte eller til nød hælde den i en termokande. Tepotter er ofte af ler, mens tekander er af metal.